# Municipio de Marion (condado de Ogle)
El municipio de Marion (en inglés: Marion Township) es un municipio ubicado en el condado de Ogle en el estado estadounidense de Illinois. En el año 2010 tenía una población de 4135 habitantes y una densidad poblacional de 35,15 personas por km².

## Geografía
El municipio de Marion se encuentra ubicado en las coordenadas 42°5′24″N 89°13′2″O / 42.09000, -89.21722. Según la Oficina del Censo de los Estados Unidos, el municipio tiene una superficie total de 117.63 km², de la cual 116.14 km² corresponden a tierra firme y (1.26%) 1.49 km² es agua.

## Demografía
Según el censo de 2010, había 4135 personas residiendo en el municipio de Marion. La densidad de población era de 35,15 hab./km². De los 4135 habitantes, el municipio de Marion estaba compuesto por el 96.66% blancos, el 0.44% eran afroamericanos, el 0.07% eran amerindios, el 0.6% eran asiáticos, el 0.07% eran isleños del Pacífico, el 1.04% eran de otras razas y el 1.11% pertenecían a dos o más razas. Del total de la población el 2.76% eran hispanos o latinos de cualquier raza.